# Douglas A-3 Skywarrior
Chiếc Douglas A-3 Skywarrior là một kiểu máy bay ném bom chiến lược được chế tạo cho Hải quân Hoa Kỳ, và là chiếc máy bay có thời gian phục vụ rất lâu; nó được đưa vào sử dụng từ giữa những năm 1950 và chỉ nghỉ hưu vào năm 1991. Trong nhiều năm sau khi được đưa ra hoạt động, nó cũng là máy bay nặng nhất từng hoạt động trên một tàu sân bay, nên được gán tên lóng không chính thức là "The Whale" (cá voi). Vai trò chủ yếu của nó trong hầu hết những năm hoạt động sau này là nền tảng cho hoạt động chiến tranh điện tử và một máy bay tiếp dầu dung lượng cao.
Một phiên bản cải tiến cũng phục vụ trong Không quân Hoa Kỳ cho đến tận đầu những năm 1970 dưới tên gọi B-66 Destroyer. Chiếc Skywarrior là máy bay ném bom chiến lược duy nhất của Hải quân từng được đưa vào hoạt động, (chiếc Martin P6M SeaMaster cho dù đã được thử nghiệm nhưng không được đưa vào hoạt động do dựa trên nền tảng thủy phi cơ đã lạc hậu). Những máy bay đa năng sau này giống như chiếc A-5 Vigilante đều có thể thực hiện các phi vụ chiến lược.

## Thiết kế và phát triển
Vào đầu Thế Chiến II, Hải quân Mỹ bắt đầu khảo sát khái niệm máy bay phản lực hoạt động trên tàu sân bay. Sự chiến thắng đã khuyến khích việc tiếp tục phát triển khái niệm này, và vào đầu những năm sau chiến tranh Hải quân bắt đầu xem xét máy bay phản lực như là phương tiện hoạt động từ tàu sân bay, những chiếc máy bay đủ lớn có khả năng ném bom chiến lược.
Vào tháng 1 năm 1948, Tư lệnh Hành quân Hải quân công bố một gói thầu phát triển một kiểu máy bay tấn công tầm xa hoạt động trên tàu sân bay có khả năng mang 4.500 kg (10.000 lb) bom hay một vũ khí nguyên tử . Hợp đồng được Hải quân giao cho Douglas Aircraft Company vào ngày 29 tháng 9 năm 1949 dẫn đến việc phát triển và sản xuất chiếc A3D Skywarrior. Nó được thiết kế bởi Ed Heinemann, cũng là nhà thiết kế nổi tiếng trên kiểu A-4 Skyhawk. Chiếc nguyên mẫu XA3D-1 bay chuyến bay đầu tiên vào ngày 28 tháng 10 năm 1952.
Một số vấn đề đáng kể trong phát triển, hầu hết là với kiểu động cơ nguyên thủy, đã trì hoãn việc sản xuất chiếc Skywarrior cho đến tận mùa Xuân năm 1956. Cho đến lúc đó, chiếc A-3 là chiếc máy bay to nhất và nặng nhất từng được thiết kế để hoạt động thường xuyên trên tàu sân bay, cho dù điều khôi hài là nó chỉ là phần nhỏ nhất được bố trí trên những chiếc tàu sân bay lớn nhất vốn còn chưa được đưa vào hoạt động. Để chứa được dưới hầm tàu, cánh của chiếc A-3 được gấp lên trên bên ngoài các động cơ nằm sát xuống, và cánh đuôi được gấp sang phải . Do kích thước cồng kềnh và kiểu dáng không được thon thả, nó được đặt tên lóng là "The Whale" (Cá Voi), và sau khi được chuyển đổi sang vai trò chiến tranh điện tử, nó trở thành "The Electric Whale" (Cá Voi Điện). Việc sản xuất được chấm dứt vào năm 1961.

### Mô tả kỹ thuật
Chiếc Skywarrior có kiểu cánh xuôi 36° và hai động cơ turbo phản lực Pratt & Whitney J57. Mặc dù những chiếc nguyên mẫu đã sử dụng kiểu động cơ được dự định Westinghouse J40, việc phát triển tỏ ra có nhiều trục trặc và sau đó bị hủy bỏ. Các động cơ phản lực có thể được bổ trợ thêm về lực đẩy bởi 12 rocket JATO cung cấp thêm 4.500 lbf (20 kN) lực đẩy mỗi cái, cho phép cất cánh từ những tàu sân bay không có máy phóng. Chiếc máy bay có kết cấu thân thông thường kiểu nữa thân đơn, và các động cơ được bố trí trong các vỏ dưới cánh. Cơ cấu điều khiển bay được vận hành bằng thủy lực, và cả cánh lẫn cánh đuôi đứng đều có thể gấp được để chứa trên tàu sân bay. Các thùng nhiên liệu bên trong rộng rãi cho phép có tầm bay khá xa.
Các phiên bản A-3 đầu tiên có một đội bay gồm ba người: phi công, hoa tiêu/ném bom và xạ thủ súng. Một kiểu cấu hình khoang lái khác thường bố trí ba thành viên đội bay cùng chung trong một khung nóc buồng lái. Trong ngăn trước được nâng cao, phi công và hoa tiêu/ném bom ngồi cạnh nhau, phi công phía bên trái với đầy đủ các điều khiển bay; trong khi thành viên thứ ba là xạ thủ ngồi xoay lưng lại hướng ra phía sau. Các phiên bản phản công điện tử sau này có một đội bay gồm bảy người, trong đó đội bay chính gồm ba người: phi công, phi công phụ, hoa tiêu và bốn sĩ quan vận hành các hệ thống điện tử bố trí trong khoang máy bay rộng rãi..
Những nỗ lực nhằm giảm trọng lượng máy bay đã đưa đến việc loại bỏ các ghế phóng trong quá trình thiết kế, dựa trên giả định rằng đa số các chuyến bay sẽ thực hiện trên tầm cao. Một cách bố trí tương tự với một đường hầm thoát ra đã được sử dụng trên chiếc F3D Skyknight. Các đội bay bắt đầu châm biếm rằng tên hiệu "A3D" là viết tắt của "All Three Dead" (cả ba cùng chết). Tài liệu ghi nhận về những trục trặc kỹ thuật cho thấy số trục trặc cao hơn mức trung bình. Cho dù có những bài báo trên các tạp chí phỏng đoán những vấn đề về an toàn đã gán ghép việc bố trí các phi công yếu hơn lái những chiếc máy bay phản lực chậm hơn như kiểu A-3, vào thời hoàng kim của nó, phi công lái Skywarrior thường là những người "tốt nhất trong số tốt nhất", do vai trò tấn công hạt nhân mang tính thiết yếu của nó.
Chiếc Skywarrior có thể mang đến 5.443 kg (12.000 lb) vũ khí bên trong khoang bom giữa thân, sau này được sử dụng cho các thiết bị cảm biến và máy ảnh hoặc các thùng nhiên liệu bổ sung. Một hệ thống hướng dẫn ném bom AN/ASB-1A cũng được trang bị vào lúc đầu, sau đó được thay thế bằng phiên bản cải tiến AN/ASB-7 với mũi máy bay được sửa đổi lại. Vũ khí phòng thủ là hai khẩu pháo 20 mm bố trí trong một tháp súng đuôi điều khiển bằng radar được thiết kế bởi Westinghouse, nhưng thường được tháo bỏ để gắn một bộ đuôi mang đặc tính khí động học tốt hơn. Trong khi có một số phi vụ ném bom được thực hiện vào giai đoạn đầu của Chiến tranh Việt Nam, đa số các hoạt động ném bom được thực hiện bởi những chiếc máy bay cường kích và máy bay tiêm kích-ném bom nhanh nhẹn hơn, và chiếc Skywarrior đa số chỉ phục vụ như là máy bay tiếp dầu và máy bay hỗ trợ chiến tranh điện tử.

## Lịch sử hoạt động

### Máy bay ném bom hạt nhân

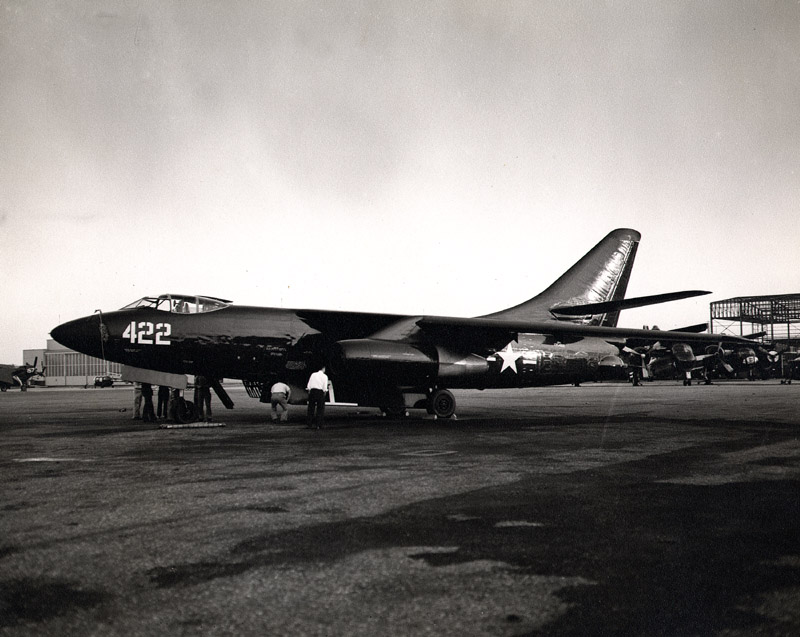
Một chiếc A3D Skywarrior trong những năm 1950.

Trước khi các tàu ngầm trang bị tên lửa Polaris được đưa ra hoạt động, chiếc A-3 đóng vai trò chính yếu của Navy trong chiến lược răn đe hạt nhân của Hoa Kỳ. Các phi đội được thành lập cho hai phi đoàn tấn công hặng nặng. Một phi đoàn được thành lập tại Căn cứ Không lực Hải quân Whidbey Island, Washington, trong khi phi đoàn kia ban đầu được thành lập ở Căn cứ Không lực Hải quân Jacksonville, Florida trước khi chuyển đến Căn cứ Không lực Hải quân Sanford, Florida. Phi đoàn tại Whidbey Island sau này chuyển sang sử dụng phiên bản EA-3, trở thành hạt nhân nòng cốt của các đơn vị EA-6B Prowler Hải quân, trong khi phi đoàn tại Sanford chuyển sang sử dụng A3J Vigilante trong vai trò tấn công hạt nhân hạng nặng, sau đó tiếp tục chuyển sang sử dụng RA-5C và chuyển sang nhiệm vụ trinh sát tấn công. Phi đoàn Vigilante cũng tiếp tục giữ lại một số lượng nhỏ máy bay TA-3B dành cho việc huấn luyện sĩ quan hải quân về hệ thống radar của chiếc Vigilante. Vai trò ném bom chiến lược của chiếc Skywarrior giảm đi nhanh chóng sau năm 1960, được thay thế trong một giai đoạn ngắn bởi chiếc A3J Vigilante cho đến năm 1964. Không lâu sau đó, Hải quân từ bỏ ý tưởng máy bay ném bom hạt nhân chiếc lược hoạt động từ tàu sân bay cùng với sự thành công của chương trình Polaris.

### Việt Nam
Skywarrior tham gia một số hoạt động ném bom thông thường và thả mìn trong Chiến tranh Việt Nam từ năm 1965 đến năm 1967. Hải quân nhanh chóng chuyển sang sử dụng những kiểu máy bay cường kích nhanh nhẹn hơn có kích thước tương đương những chiếc máy bay tiêm kích tại Việt Nam, nhưng Skywarrior tiếp tục phục vụ sau đó trong các vai trò máy bay tiếp dầu, trinh sát hình ảnh, và chiến tranh điện tử. Chiếc Skywarrior không chỉ giúp kéo dài tầm bay của lực lượng tấn công, mà còn cứu giúp những phi công quay trở về bị thiếu nhiên liệu, giống như những chiếc KC-135 Stratotanker to hơn và nổi tiếng hơn.

### Vai trò máy bay tiếp dầu
Trong Chiến tranh Việt Nam, chiếc Skywarrior được cải biến thành một phiên bản tiếp dầu nhiều phi vụ (EKA-3B) mà nó trở thành con ngựa thồ thực sự cho các phi đoàn hoạt động trên tàu sân bay. Việc sử dụng tiếp nhiên liệu trên không theo phương pháp bạn bè dùng những chiếc A-4 Skyhawk và A-7 Corsair II, và tiếp nhiên liệu trong khi bay sử dụng những chiếc A-3 Skywarrior được Hải quân sử dụng rộng rãi tại các chiến trường tại Việt Nam từ năm 1966 đến năm 1970. Sau đó, chiếc EKA-3B được thay thế bằng máy bay tiếp dầu chuyên dụng nhỏ hơn KA-6D Intruder, vốn có dung lượng và sức chịu đựng kém hơn, rồi lại được thay thế bằng kiểu S-3 Viking có dung lượng còn ít hơn nữa. Với việc chiếc S-3B sẽ tiếp tục được cho nghỉ hưu, công việc tiếp dầu trong tương lai sẽ được đáp ứng bởi những chiếc máy bay tiếp dầu phi vụ F/A-18E và F.

### Chiến tranh lạnh
Phiên bản EA-3 là một nguồn tài nguyên không thể thiếu được cho Tư lệnh Hạm Đội và được sử dụng trong vai trò ELINT (tình báo điện tử), hoạt động từ tàu sân bay hay trên căn cứ đất liền hỗ trợ cho kiểu máy bay lớn hơn EP-3. Hoạt động phục vụ cuối cùng của nó là như một nền tảng tình báo điện tử trong Chiến dịch Bảo táp Sa mạc.

## Máy bay do thám
Kiểu máy bay EA-3B được cải biến cho nhiệm vụ tình báo điện tử chống lại Khối Warszawa. Các phi vụ được bay khắp thế giới bắt đầu từ năm 1956, và chiếc EB-47 cũng thực hiện các phi vụ tương tự. Nó mang theo một đội bay bảy người, với đội bay phi hành ba người ngồi trong buồng lái và bốn nhân viên điều khiển hệ thống điện tử trong khoang vũ khí được cải tiến. Nó cung cấp các khả năng trinh sát điện tử độc đáo trong nhiều cuộc xung đột thời Chiến tranh lạnh và trong Chiến tranh Việt Nam.

## Nghỉ hưu
Trong hơn hai thập niên, 282 chiếc Skywarrior của Hải quân Hoa Kỳ phục vụ hiệu quả trong nhiều vai trò, và chiếc Skywarrior Hải quân cuối cùng nghỉ hưu vào ngày 27 tháng 9 năm 1991. Các đơn vị nghiên cứu-phát triển-thử nghiệm và đánh giá (RDT&E), đáng kể là Point Mugu và China Lake, đã nỗ lực để được giữ lại những chiếc A-3 nền tảng thử nghiệm của họ. Phó Đô đốc Dunleavy, phó tư lệnh Phòng Tác chiến Hải quân về Chiến tranh Trên không, và bản thân ông là một phi công A-3, luyến tiếc phải đưa ra quyết định cuối cùng.
Trong một thỏa thuận vớiHughes Aircraft, Hải quân đồng ý giữ lại một máy bay trong tình trạng không thay đổi tại Căn cứ Davis-Monthan nhằm hỗ trợ dài hạn các linh kiện cấu trúc chủ yếu. Westinghouse cũng sử dụng một chiếc A-3 theo một thỏa thuận tương tự.
Vào tháng 12 năm 1996, Raytheon đã mua lại các đơn vị hàng không của Hughes Aircraft Company. Hughes Aeronautical Operations, giờ đây là một bộ phận của Raytheon Systems, tiếp tục hoạt động những chiếc A-3 của họ tại sân bay Van Nuys, California. Những máy bay này đã tham dự nhiều cuộc triển lãm hàng không quân sự, chứng minh giá trị của chúng về tải trọng và tính năng bay so với hạng máy bay nhỏ.

## B-66 Destroyer
Không quân Hoa Kỳ đã đặt mua 294 chiếc kiểu biến thể tên gọi B-66 Destroyer, đa số được sử dụng trong vai trò trinh sát và chiến tranh điện tử. Chiếc Destroyer được trang bị ghế phóng, nhưng không có vai trò tiếp nhiên liệu trên không như đồng sự bên Hải quân.

## Các phiên bản
Theo cách gọi tên của Hải quân trước đây, chiếc Skywarrior được gọi là A3D. Đến tháng 9 năm 1962, Hệ thống định danh thống nhất được áp dụng và chiếc máy bay được đổi tên thành A-3B. Dưới đây sẽ gọi theo tên đặt trước năm 1962, và tên sau năm 1962 trong ngoặc đơn.
XA3D-1Hai chiếc nguyên mẫu trang bị động cơ turbo phản lực Westinghouse J40, không có pháo tại tháp súng đuôi.
YA3D-1 (YA-3A)Một chiếc thử nghiệm tiền sản xuất trang bị động cơ Pratt & Whitney J57. Sau đó được dùng để thử nghiệm tại Trung tâm Thử nghiệm Tên lửa Không lực Hải quân.
A3D-1 (A-3A)Phiên bản sản xuất, phục vụ chủ yếu cho việc phát triển sử dụng trên tàu sân bay. Có 49 chiếc được chế tạo.
A3D-1P (RA-3A)Một chiếc A3D-1 được cải biến thành chiếc nguyên mẫu A3D-2 với gói máy ảnh trong khoang vũ khí.
A3D-1Q (EA-3A)Năm chiếc A3D-1 được cải biến thành phiên bản trinh sát điện tử (ELINT), với các thiết bị phản công điện tử (ECM) và bốn nhân viên điều hành trong khoang vũ khí.
A3D-2 (A-3B)Phiên bản máy bay ném bom sản xuất cuối cùng, có khung máy bay chắc chắn hơn, động cơ mạnh hơn, diện tích cánh hơi lớn hơn (812 ft² so với 779 ft²), trang bị vòi tiếp nhiên liệu trên không cho vai trò máy bay tiếp nhiên liệu. 21 máy bay sản xuất sau cùng có hệ thống ném bom mới AN/ASB-7, thay đổi dạng mũi máy bay, loại bỏ tháp súng đuôi để trang bị các thiết bị phản công điện tử.
A3D-2P (RA-3B)Phiên bản máy bay trinh sát hình ảnh. 30 chiếc được trang bị cho đến 12 máy ảnh và bom phát sáng trong khoang vũ khí được điều áp cho phép người điều khiển máy ảnh đi vào khoang kiểm tra các máy ảnh. Một số giữ lại tháp súng đuôi, nhưng đa số sau đó được chuyển đổi sang kiểu đuôi ECM của phiên bản A-3B.
A3D-2C (EA-3B)Phiên bản máy bay chiến tranh điện tử. 24 chiếc có khoang bom trước đây được điều áp cho ba nhân viên điều khiển ECM và nhiều cảm biến khác nhau. Một số chiếc có tháp súng đuôi, nhưng được thay thế sau đó bởi kiểu đuôi ECM. Phiên bản EA-3B được bố trí đến các phi đôi trinh sát hạm đội (VQ), và phục vụ tại hạm đội trong gần 40 năm trước khi được thay thế bởi chiếc ES-3A Shadow.
A3D-2T (TA-3B)12 chiếc phiên bản huấn luyện ném bom. Có năm chiếc sau đó được cải biến thành máy bay chở yếu nhân (hai chiếc đổi tên thành UTA-3B).
KA-3BPhiên bản máy bay tiếp nhiên liệu. 85 chiếc A-3B được cải biến năm 1967 thành máy bay tiếp dầu với hệ thống "vòi-và-phểu" trong khoang bom.
EKA-3B34 chiếc máy bay tiếp dầu KA-3B được trang bị lại cho vai trò kép ECM/tiếp dầu, với thiết bị chiến tranh điện tử ở vị trí tháp súng đuôi. Đa số được chuyển đổi lại cấu hình KA-3B sau năm 1975.
ERA-3BTám chiếc RA-3B được trang bị lại cho vai trò máy bay xâm nhập điện tử để trấn áp phòng không đối phương (SEAD). Trang bị hệ thống rải nhiễu và hai máy phát turbin cung cấp năng lượng cho thiết bị mới. Đội bay tổng cộng gồm năm người trong đó hai nhân viên điều khiển ECM ngồi trong khoang điều áp ở vị trí khoang bom trước đây.
NRA-3BSáu chiếc RA-3B được cải biến nhằm mục đích thử nghiệm không chiếc đấu.
VA-3BMột chiếc EA-3B được cải biến thành máy bay chở yếu nhân.

## Các nước sử dụng
Hoa Kỳ
- Hải quân Hoa Kỳ

## Đặc điểm kỹ thuật (A3D-2/A-3B Skywarrior)

### Đặc tính chung
- Đội bay: 03 người
- Chiều dài: 23,27 m (76 ft 4 in)
- Sải cánh: 22,1 m (72 ft 6 in)
- Chiều cao: 6,95 m (22 ft 9,5 in)
- Diện tích bề mặt cánh: 75,4 m² (812 ft²)
- Lực nâng của cánh: 421 kg/m² (86,2 lb/ft²)
- Trọng lượng không tải: 17.900 kg (39.400 lb)
- Trọng lượng có tải: 31.750 kg (70.000 lb)
- Trọng lượng cất cánh tối đa: 37.200 kg (82.000 lb)
- Động cơ: 2 x động cơ Pratt & Whitney J57-P-10 turbo phản lực lực đẩy 10.500 lbf (46,7 kN) mỗi động cơ

### Đặc tính bay
- Tốc độ lớn nhất: 980 km/h (530 knot, 610 mph)
- Tốc độ bay đường trường: 840 km/h (450 knots, 520 mph)
- Tầm bay tối đa: 2.130 km (1.325 mi)
- Trần bay: 12.500 m (41.000 ft)
- Tỉ lệ lực đẩy/khối lượng: 0,30

### Vũ khí
- 2 x pháo tự động 20 mm (0,787 in) trên tháp súng đuôi
- 5.400 kg (12.000 lb) bom, bao gồm các cấu hình phối hợp:
  - 12 × bom Mark 82 230 kg (500 lb)hoặc
  - 6 × bom Mark 83 450 kg (1.000 lb) hoặc
  - bom xuyên thép 1.600 lb hoặc
  - bom Mark 50 500 lb hoặc
  - bom Mark 36 1.000 lb hoặc
  - mìn Mark 25 2.000 lb hoặc
  - 1× bom nguyên tử Mark 15

## Nội dung liên quan

### Máy bay liên quan
- B-66 Destroyer

### Máy bay tương tự
- Ilyushin Il-28
- Yakovlev Yak-28

### Trình tự thiết kế
- A-1 - A-2 - A-3 - A-4 - A-5 - A-6

### Danh sách liên quan
- Danh sách máy bay chiến đấu
- Danh sách máy bay quân sự Hoa Kỳ